# Henry B. Walthall

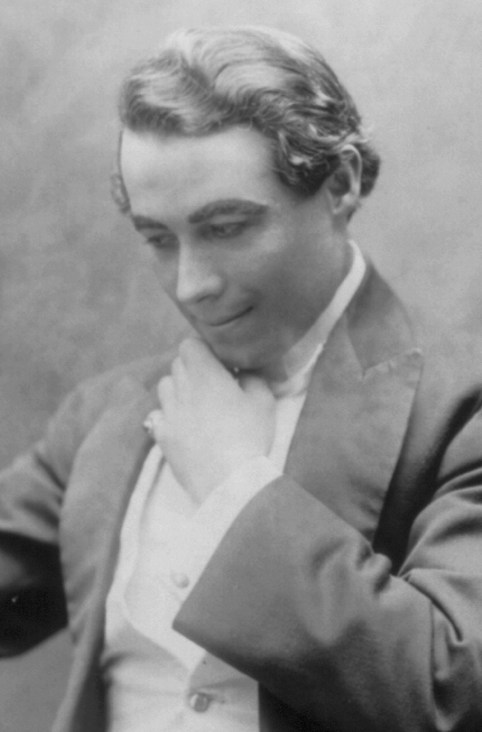
Henry B. Walthall (1911)

Henry Brazeale Walthall (* 16. März 1878 in Shelby County, Alabama; † 17. Juni 1936 in Monrovia, Kalifornien) war ein US-amerikanischer Filmschauspieler, der vor allem durch seine Hauptrolle in Die Geburt einer Nation bleibende Bekanntheit erreichte.

## Leben
Henry Brazeale Walthall wurde auf einer Plantage in der Nähe von Shelby als eines von acht Kindern geboren und trat bereits in seiner Jugendzeit in Schultheatergruppen auf. Im Alter von 20 Jahren kämpfte er fast ein Jahr lang im Spanisch-Amerikanischen Krieg. 1901 gab er sein professionelles Bühnendebüt in New York. Bei seiner Theaterarbeit wurde Walthall mit seinem Schauspielkollegen James Kirkwood bekannt, der ihm das neue Medium Film nahebrachte.
Walthall begann seine Filmkarriere 1908 in dem achtminütigen Biograph-Film Rescued from an Eagle’s Nest (Regie: James Searle Dawley), in dem auch der angehende Regisseur David Wark Griffith auftrat. 1910 ging er mit dem Studio an die sonnigere Westküste. In den Folgejahren gehörte Walthall zu den bekannten Namen der Biograph Company und trat mit Jack und Mary Pickford, Owen Moore, Lillian Gish, Kate Bruce, Charles West und anderen auf. Griffiths Filme wie Home, Sweet Home (1914) und mehr noch seine Rolle des Holofernes in Judith of Bethulia (1914) – sein letzter Film für die Biograph – machten ihn endgültig zum Filmstar. Sein zurückhaltendes Spiel brachte ihm ebenso Erfolg in der Hauptrolle des Colonel Ben Cameron in Griffiths Südstaatenepos Die Geburt einer Nation (1915), einem Höhepunkt in Walthalls Karriere.
Danach verließ Walthall auch D. W. Griffith und ging vorerst zu Essanay, wo er seine beste Darbietung in der Edgar-Allan-Poe-Adaption The Raven (1915) hatte. 1918 gründete er seine eigene Filmgesellschaft, die Henry B. Walthall Pictures Inc., die jedoch erfolglos blieb. In den 1920er-Jahren erhielt er zusehends Konkurrenz durch jüngere Schauspieler und gehörte allmählich nicht mehr zu den großen Filmstars. Er wich daher zusehends auf Charakterrollen aus, auch da er mittlerweile rund 50 Jahre alt war. Er trat 1925 in The Plastic Age mit Gilbert Roland und Clara Bow sowie 1926 in Victor Sjöströms Adaptation von The Scarlet Letter mit Lillian Gish auf. Ebenso war er in einer Nebenrolle an dem oscarprämierten Fliegerfilm Wings beteiligt. Bei mehreren Arbeiten mit dem Regisseur Tod Browning wurde Walthall neben Lon Chaney besetzt. Er spielte den Gentlemanmörder Sir James Hamlin in dem heute verschollenen Film Um Mitternacht (London After Midnight, 1927).
Aufgrund seiner sonoren, vom Theater geschulten Bariton-Stimme wurde Walthall mit Beginn der Tonfilmzeit wieder verstärkt eingesetzt, er spielte häufig Autoritätsrollen wie Professoren, Anwälte, Väter oder Minister. Als Reverend Ashby Brand in Judge Priest (1934) unter Regie von John Ford hatte er seine wohl überzeugendste und erfolgreichste Rolle in einem Tonfilm. Sein letzter Film wurde China Clipper (1936). Henry B. Walthall trat bis zu seinem Tod im Alter von 58 Jahren in insgesamt mehr als 300 Filmen auf. Sein Beitrag für den Film wurde mit einem Stern auf dem Hollywood Walk of Fame bei 6201 Hollywood Boulevard gewürdigt.
Walthall war zweimal verheiratet; seine erste Ehe mit Isabel Fenton endete nach zehn Jahren Dauer 1917 in Scheidung, seine zweite mit Mary Charleson hatte bis zu seinem Tod 1936 – er starb an der Grippe – Bestand. 1918 wurde seine einzige Tochter Patricia geboren.

## Filmografie (Auswahl)
- 1908: Rescued from an Eagle’s Nest
- 1909: The Sealed Room
- 1909: Der Weizenkönig (A Corner in Wheat)
- 1909: A Trap for Santa Claus
- 1910: Ramona
- 1910: The House with Closed Shutters
- 1910: Wilful Peggy
- 1911: His Son
- 1912: Friends
- 1912: The Informer
- 1912: The Burglar’s Dilemma
- 1913: Death’s Marathon
- 1913: Die Waisen der Ansiedlung (The Battle at Elderbush Gulch)
- 1913: Judith von Bethulien (Judith of Bethulia)
- 1914: Home, Sweet Home
- 1914: The Avenging Conscience
- 1915: Die Geburt einer Nation (The Birth of a Nation)
- 1915: Ghosts
- 1915: The Raven
- 1924: Das goldene Bett (The Golden Bed)
- 1925: The Plastic Age
- 1926: Der Todeskampf im Polareis (The Barrier)
- 1926: Der Schrecken von Singapore (The Road to Mandalay)
- 1926: Der scharlachrote Buchstabe (The Scarlet Letter)
- 1927: Wings
- 1927: Lieb’ mich und die Welt ist mein (Love Me and the World is Mine)
- 1927: Um Mitternacht (London After Midnight)
- 1927: Kameraden des Westens (Blaze of Glory)
- 1928: Der Kriminalreporter von Chikago (Freedom of the Press)
- 1929: The Jazz Age
- 1929: Die Brücke von San Luis Rey (The Bridge of San Luis Rey)
- 1929: The Trespasser
- 1929: Der Zauberer von Pango (Black Magic)
- 1930: Temple Power
- 1930: Abraham Lincoln
- 1931: Strange Interlude
- 1932: Police Court
- 1932: Die Hütte im Baumwollfeld (The Cabin in the Cotton)
- 1932: Klondike
- 1932: Self-Defense
- 1933: Die 42. Straße (42nd Street)
- 1933: Darf der Arzt lieben? (Men in White)
- 1933: Ganovenbraut (Hold Your Man)
- 1933: Abrechnung in Sonora (Somewhere in Sonora)
- 1934: Schrei der Gehetzten (Viva Villa!)
- 1934: The Murder in the Museum
- 1934: Judge Priest
- 1935: Das Schiff des Satans (Dante’s Inferno)
- 1935: Flucht aus Paris (A Tale of Two Cities)
- 1936: Die Teufelspuppe (The Devil Doll)
- 1936: China Clipper